# Yang Hyong-sop
Yang Hyong-sop (양형섭?, 楊亨燮?, Yang Hyeong-seopLR, Yang Hyŏng-sŏpMR; Hamhŭng, 1º ottobre 1925 – Pyongyang, 13 maggio 2022) è stato un politico nordcoreano membro del Partito del Lavoro di Corea. Dal 5 settembre 1998 all'11 aprile 2019 è stato vicepresidente del Comitato Permanente dell'Assemblea popolare suprema, mentre dal 7 aprile 1983 al 5 settembre 1998 ha ricoperto le cariche di presidente dell'Assemblea popolare suprema e del suo Comitato Permanente.

## Carriera
Nato ad Hamhŭng il 1º ottobre 1925, frequentò l'Università statale di Mosca e l'Università Kim Il-sung; successivamente, si sposò con Kim Shin-sook, cugina di Kim Il-sung. La biografia ufficiale redatta dalla Korean Central News Agency riporta che Yang Hyong-sop si arruolò nell'Armata del Popolo Coreano nel giugno del 1950 (ossia all'incirca all'inizio della Guerra di Corea). Dopo essersi laurato all'Università Kim Il-sung, prestò servizio all'interno del Partito del Lavoro di Corea; in seguito, divenne anche presidente del suo comitato centrale. Nel 1983 venne eletto presidente del Comitato Permanente dell'Assemblea popolare suprema. Dopo la morte di Kim Il Sung nel 1994 rivestì per breve tempo la carica di Capo di Stato ad interim. Nel 1998 venne sostituito nel ruolo di presidente del Comitato Permanente dell'Assemblea popolare suprema da Kim Yong-nam, ma mantenne la carica di vicepresidente dello stesso fino al 2019. Muore il 13 maggio 2022, a causa di un ictus, all'età di 96 anni.